# La Machine molle
La Machine molle (titre original :The Soft Machine) est un roman de l'écrivain américain William S. Burroughs paru en 1961 et traduit en français par Mary Beach et Claude Pélieu en 1968 aux éditions Christian Bourgois. Une édition révisée est publiée en 1966 aux éditions Grove Press. 
A propos du livre, l'écrivain Norman Mailer écrira " De même que Jérôme Bosch représentait les détails les plus effroyables et les plus diaboliques avec une infinie délicatesse et un humour à la Puck qui nous évoquent les châteaux de l'horreur dont l'Enfer est peuplé, de même Burroughs nous laisse avec la vision intime, détaillée de ce que pourrait être l'Enfer, un Enfer qui peut-être nous attend, produit final et apogée de la révolution (...) de William S. Burroughs déploie, comme nulle part ailleurs, la panoplie moderne des vanités de l'esprit humain, des excès malfaisants qui apparaissent quand l'idée de puissance personnelle ou intellectuelle est placée au-dessus des compassions de la chair. " 

## Résumé
Résumer cet ouvrage n'est pas un exercice facile, car[style à revoir] l'auteur y utilise la technique du cut-up. De plus, William S. Burroughs subissait une très forte dépendance à l’héroïne durant cette période de sa vie, dépendance qui vient à la fois sublimer mais aussi complexifier la lecture et la compréhension de cet ouvrage. 
Le livre se découpe en dix-sept sections qui tendent à donner une structure au livre sans pour autant que celle-ci soit apparente. Les titres de ces sections ne sont pas pour autant explicites puisqu'ils font parfois référence à des drogues, des surnoms, du jargon ou des expressions. Il est presque impossible de cerner les situations d'énonciation puisque très peu de noms apparaissent dans l'ouvrage.
Fervent représentant de la beat generation, Burroughs écrit à propos du vagabondage, du voyage au sens géographique mais aussi au sens intérieur du terme, de la liberté "physique" et sexuelle dans cet ouvrage. 
William Burroughs, accompagné par moments d'un ami/amant originaire d’Amérique du sud, voyage dans le sud des Etats-Unis et au Mexique. L'auteur écrit à propos des nombreuses expériences homosexuelles qu'il va avoir au fil de son voyage et de ses vagabondages, expériences qu'il vivra seul, à plusieurs ou avec son ami/amant. Ces expériences sexuelles sont teintées de violence, elles font régulièrement référence à la scatophilie, à la maladie, à la prostitution, au meurtre. Le sang et les images de torture physique sont très présents tout au long du livre. 
L'auteur fait également souvent référence aux drogues qu'il va ingérer, fumer ou s'injecter au fur et à mesure de son voyage, l'expérience sexuelle étant intimement liée à celle des drogues. La plupart de ces drogues étant hallucinogènes et générant d'importantes dépendances, il est difficile de savoir quelles sont les parts de réel, d'hallucination ou de rêve dans les anecdotes relatées. 
Vers la moitié du livre à la section "Le coup Maya", l'écriture se fait plus structurée et descriptive. L'auteur parle ici d'une expérience Maya qui l'a marquée et dont il va décrire le principe et les effets : "Joé Brundige vous décrit l'histoire choquante du coup Maya qui est l'exclusivité du Evening News. Un savant Russe aurait dit: "Nous voyageons non seulement dans l'espace mais aussi dans le temps." - Je reviens justement d'un voyage de mille-ans-dans-le-temps et je suis ici pour vous décrire ce que j'ai vu - et pour vous dire comment les voyages dans le temps sont."  Burroughs semble soutenu financièrement par un titre de presse, le Evening News, pour étudier avec des archéologues la culture Maya car, à propos du coût important de l'opération, Burroughs écrit "Je lui ai dit que le prix n'avait aucune importance - Le News me soutiendrait jusqu'au bout."  Après avoir étudié l'histoire et la langue Maya, Burroughs va subir une opération aux allures de rituel avec un docteur américain qui a perdu son diplôme et qui apparaît à la fois comme drogué et technicien. "Le docteur s'est assis et m'a expliqué que l'opération se pratiquait en général avec la 'technique de la pendaison'. - Le cou du patient est brisé pendant la crise-orgasme, ce qui le transfère dans un autre corps"  L'auteur va donc se retrouver dans le corps du jeune Maya par phases et voir le monde à travers ses yeux et doté de ses sens, qui sont comme teintés de dons magiques. 
William S. Burroughs se dégrade au fur et à mesure du livre, qui montre alors une véritable montée en puissance dans la déchéance physique, mentale et sexuelle. Il fait de plus en plus référence à la faim, au fait de manger des excréments, à des crises d'hémorroïdes, à des douleurs au rectum, à la saleté et aux odeurs nauséabondes des égouts où il loge, à des selles devenant de plus en plus écœurantes dans lesquelles il observe des vermisseaux blancs qui grouillent. Sur les trois dernières pages, l'auteur découvre qu'il a le ténia, ce qui freine son compagnon à avoir des relations sexuelles avec lui. "Et l'autre ne voulait pas me toucher à cause de la chose-vermisseau blanche à l'intérieur mais personne ne pouvait refuser si je voulais."  Il se doit de nourrir cette bête en lui, et ici la frontière entre le réel et l'hallucination est encore plus mince tant l'ambiguïté est forte à savoir s'il mange de la chair humaine ou de la chair animale, ou bien les deux. L'auteur laisse entendre qu'il s'adonne au cannibalisme et/ou qu'il se nourrit des animaux qu'il trouve dans les égouts et de leurs excréments : "Nous avons pris un des hommes poilus et l'avons animalé sur un feu mangeant ma propre main, la chose suça ses cris en jus vert âcre (...) J'ai forcé un autre homme à mettre la peau vert-plant-merde sur la chair animaux collés ensemble (...) Sang dans ma bouche me forçait à recracher bougeant dans mon visage comme le jour suivant j'ai mangé de la chair..." 

## Autour du livre
Les groupes britanniques de jazz fusion Soft Machine et de rock progressif Matching Mole tirent leur nom de cet ouvrage. Ils ont en commun d'avoir eu pour batteur Robert Wyatt.